# Vladlen Jefimovics Bahnov
Vladlen Jefimovics Bahnov (cirill betűkkel: Владле́н Ефи́мович Бахно́в; Harkov, 1924. január 14. – Peregyelkino, 1994. november 26.) szovjet-orosz tudományos-fantasztikus író, költő, újságíró, dramaturg.

## Élete
Zsidó családból származott. 12 éves korában villamosbalesetet szenvedett, s térd alatt elvesztette lábát. A második világháború kitörésekor 9. osztályos volt. 1941-ben a kazahsztáni Taldi-Kurganba evakuálták, itt egy bentlakásos iskolában volt úttörővezető. Bábszínházat, színielőadásokat szervezett, ezek forgatókönyveit írta. 1943-ban belépett a moszkva]i Gorkij Irodalmi Intézetbe, a költészeti szemináriumot látogatta, tanárai Nahum Moiszejevics Korzsavin, Benegyikt Mihajlovics Szarnov és Szemjon Petrovics Gudzenko voltak. 1949-ig volt az intézet hallgatója. 
Első munkái 1946-ban jelentek meg, dalszövegeket, cikkeket, bohózatokat készített. A Krokogyil, a Lityeraturnaja Gazeta és más lapok közreműködője volt. Az 1960-as években kezdett forgatókönyveket írni (néhányat Leonyid Iovics Gajdajjal közösen). Számos verseskötetet, humoros munkát is publikált. 1970-ben, 1973-ban és 1977-ben elnyerte a Lityeraturnaja Gazeta Aranyborjú-díját.

## Magyarul megjelent művei
- A csillagokba (novella, Galaktika 13., 1975)
- Somnambula (novella, Galaktika 13., 1975)
- A siker receptje (novella, Galaktika 13., 1975)
- Hát így történt a dolog… (novella, Galaktika 21., 1976, utánközlés: Metagalaktika 1., 1978)

## Külső hivatkozások
- Bahnov néhány szatirkus verse Archiválva 2020. szeptember 28-i dátummal a Wayback Machine-ben
- Bahnov oldala az IMDB-n

## Fordítás
- Ez a szócikk részben vagy egészben  a(z)   Бахнов, Владлен Ефимович című orosz Wikipédia-szócikk ezen változatának fordításán alapul.  Az eredeti cikk szerkesztőit annak laptörténete sorolja fel. Ez a jelzés csupán a megfogalmazás eredetét és a szerzői jogokat jelzi, nem szolgál a cikkben szereplő információk forrásmegjelöléseként.